# Марисін (гміна Руда Гута)
Марисін (пол. Marysin) — село в Польщі, у гміні Руда Гута Холмського повіту Люблінського воєводства.
Населення — 24 особи (2011).
У 1975-1998 роках село належало до Холмського воєводства.

## Демографія
Демографічна структура станом на 31 березня 2011 року:
|          | Загалом | Допрацездатний вік | Працездатний вік | Постпрацездатний вік |
| -------- | ------- | ------------------ | ---------------- | -------------------- |
| Чоловіки | 12      | 1                  | 7                | 4                    |
| Жінки    | 12      | 1                  | 5                | 6                    |
| Разом    | 24      | 2                  | 12               | 10                   |